# Olympische Winterspiele 1998/Teilnehmer (Liechtenstein)
| Gelbes Symbol für Goldmedaillen mit stilisierten Olympischen Ringen | Graues Symbol für Silbermedaillen mit stilisierten Olympischen Ringen | Braundes Symbol für Bronzemedaillen mit stilisierten Olympischen Ringen |
| ------------------------------------------------------------------- | --------------------------------------------------------------------- | ----------------------------------------------------------------------- |
| —                                                                   | —                                                                     | —                                                                       |

Liechtenstein nahm an den Olympischen Winterspielen 1998 in Nagano mit einer Delegation von fünf Männern und drei Frauen teil. Kein Athlet aus Liechtenstein erlangte eine Medaille. 
Die alpine Schiläuferin Tamara Schädler durfte als Fahnenträger fungieren. Sie nahm an vier Bewerben teil und kam über einen 17. Platz in der alpinen Kombination nicht hinaus.

## Teilnehmer

### Ski Alpin
- Marco Büchel
Riesenslalom, Männer: 14. Platz

- Diana Fehr
Riesenslalom, Frauen: Ausgeschieden
Slalom, Frauen: 21. Platz

- Jürgen Hasler
Abfahrt, Männer: Ausgeschieden
Super G, Männer: 26. Platz
Kombination, Männer: 9. Platz

- Birgit Heeb-Batliner
Super G, Frauen: Ausgeschieden
Riesenslalom, Frauen: 11. Platz

- Tamara Schädler
Super G, Frauen: 38. Platz
Riesenslalom, Frauen: Ausgeschieden
Slalom, Frauen: 23. Platz
Kombination, Frauen: 17. Platz

- Achim Vogt
Riesenslalom, Herren: Ausgeschieden

### Ski Nordisch
- Markus Hasler
10 km Langlauf, Herren: 20. Platz
30 km Langlauf, Herren: 35. Platz
10 km Verfolgungsrennen: 35. Platz

- Stephan Kunz
10 km Langlauf, Herren: 57. Platz
30 km Langlauf, Herren: 14. Platz
50 km Langlauf, Herren: 28. Platz
10 km Verfolgungsrennen: 34. Platz